# Ferenc Futurista
Ferenc Futurista, né František Fiala le 7 décembre 1891 à Prague–Smíchov, Autriche-Hongrie, aujourd'hui en République tchèque et mort le 19 juin 1947 à Prague, Tchécoslovaquie, aujourd'hui en République tchèque, est un acteur tchécoslovaque. 
Il a tourné dans plus de 45 films entre 1918 et 1945.

## Biographie
Il est enterré au cimetière de Prague Malvazinky. 

## Filmographie partielle
- 1929 : Nevinátka
- 1938 : Panenka